# 注連寺
注連寺（ちゅうれんじ）は、山形県鶴岡市大網にある真言宗智山派（新義真言宗系）の寺院。戦後、一時的に新義真言宗湯殿山派の大本山として独立していた時期もある。山号は湯殿山。本尊は大日如来。

## 歴史
この寺は、833年（天長13年）空海（弘法大師）の開山と伝えられ、湯殿山派4ヶ寺の中で最も新しい。出羽三山神社では出羽三山（羽黒山、月山、湯殿山）の開祖を蜂子皇子（能除大師）としているが、注連寺や大日坊では湯殿山の開祖を空海とし、湯殿山と高野山を「空海によって定められ清められた、対となる聖地」としている。
天正9年（1581年）から天正10年（1582年）にかけて最上義光は新庄を中心に大宝寺氏(武藤氏)と争っていた。その最中、前森氏（東禅寺義長・東禅寺勝正）が謀反を起こし、武藤義氏の居城尾浦城（現・山形県鶴岡市大山）を取り囲む。寒河江荘に拠って義光と敵対していた寒河江高基は自ら六十里越を通り、縁戚関係にあった義氏の救援に向かうが、到着前に尾浦城は落ち義氏は自害してしまう。その際、大綱注連寺より三千仏の画像三幅対を持ち帰り、慈恩寺弥勒堂に寄進している。
出羽三山の参道のうち七五三掛口に位置し、注連寺から先が結界とされていたため、出羽三山が女人禁制の時代は「女人のための湯殿山参詣所」として信仰を集め、大いに賑わった。江戸時代初期には羽黒山の別当だった天宥（1592年-1674年）によって天台宗への改宗が図られたが、湯殿山派4ヶ寺が結束して幕府に訴え、湯殿真言を守った経緯がある。鉄門海上人（後述）らの功徳もあり1867年（慶応3年）には北海道函館に注連寺の出張所（現在の新注連寺）を開くなど、東国にまで広く知られるに至った。しかし、明治の神仏分離に伴い湯殿山を含む出羽三山がいずれも神社となると、湯殿山参詣所としての注連寺の役割は急速に失われ、寺は勿論のこと周辺の宿坊も次第に廃れ、住職も去り“破れ寺”への道を歩んだ。
そのような折の1951年（昭和26年）作家の森敦（後述）が注連寺に滞在。森はそれから20年余後の1974年（昭和49年）注連寺と七五三掛を舞台にした小説『月山』で第70回芥川賞を受ける。この小説はその後、同名の組曲（作曲･歌：新井満、1976年）や映画（監督：村野鐵太郎、1978年）などに派生、注連寺も一躍世間の注目を浴びることとなった。このため、その存在が再評価され、寺は現在みられるような姿になった。なお、現在の堂宇は明治時代に焼失したものを再建したものである。
2009年（平成21年）3月16日にフランス語版が発行された『ミシュラン･グリーンガイド･ジャポン』では、注連寺が総合評価で二ツ星（近くにいれば寄り道をして訪れるべき場所．最高評価は三ツ星）に選定されている。個別評価は即身仏：二ツ星、天井絵画：一ツ星、鰐口：一ツ星など。天井絵画は、村井石斎による伝統絵画「飛天の図」のほか、4人の現代作家のもの（木下晋「天空の扉」、満窪篤敬「水の精」、久保俊寛「聖俗百華面相図」、十時孝好「白馬交歓の図」)がある。
2009年（平成21年）2月25日以降、寺の門前（斜面下方）に位置する七五三掛地区が大規模な地すべりにより大きな被害を受けた。幸い、注連寺および境内の施設への影響は無く、参拝・見学は通常どおり受け付けている。地すべりの被害家屋は同年12月までに全て取り壊された。被災世帯は集落を離れる意向を示し、七五三掛には被害に遭わなかった1世帯のみが残っている。なお、七五三掛集落は映画『おくりびと（英題：Departures、2008年、監督：滝田洋二郎）』のロケ地でもある。ロケに使用された民家（2軒）は、地すべりの被害が軽微であったため、現地にそのまま保存されている。

## 即身仏‐鉄門海上人
- 注連寺には鉄門海上人（恵眼院鉄門海上人）の即身仏（ミイラ）が厨子に納められており、公開されている。山形県内には庄内地方を中心に8体もの即身仏が安置されているが、そのうちの5体が注連寺系とされる
  - 鉄門海上人は1768年（明和5年）鶴岡市の出身で、25歳の時に注連寺第69世の寛能和尚の弟子となり「鉄門海(「海」は空海の海)」の名を戴き一世行人となった。上人の足跡は北は北海道から南は四国にまで及び湯殿山信仰の布教に大きな業績を残した。3000日にもおよぶ苦行[5]を経て弘法大師空海と同一年齢の数え62歳で即身仏になったと伝えられる。この年齢以外の即身仏は伝染病の流行や飢饉などが発生した折、民衆の苦しみの救済を祈願し彼らの苦しみに成り代わって自ら即身仏になったといわれる[6]。

## 御縁年および文人:森敦との縁

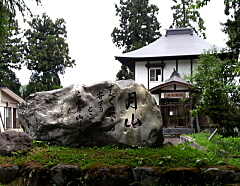
月山文学碑(手前)と旧森敦文庫(右奥)

出羽三山の奥の院である湯殿山と注連寺が開かれたのが丑歳であったことにちなみ、丑歳と迎え干支の未歳は「御縁年」として本尊の大日如来像が開帳される。

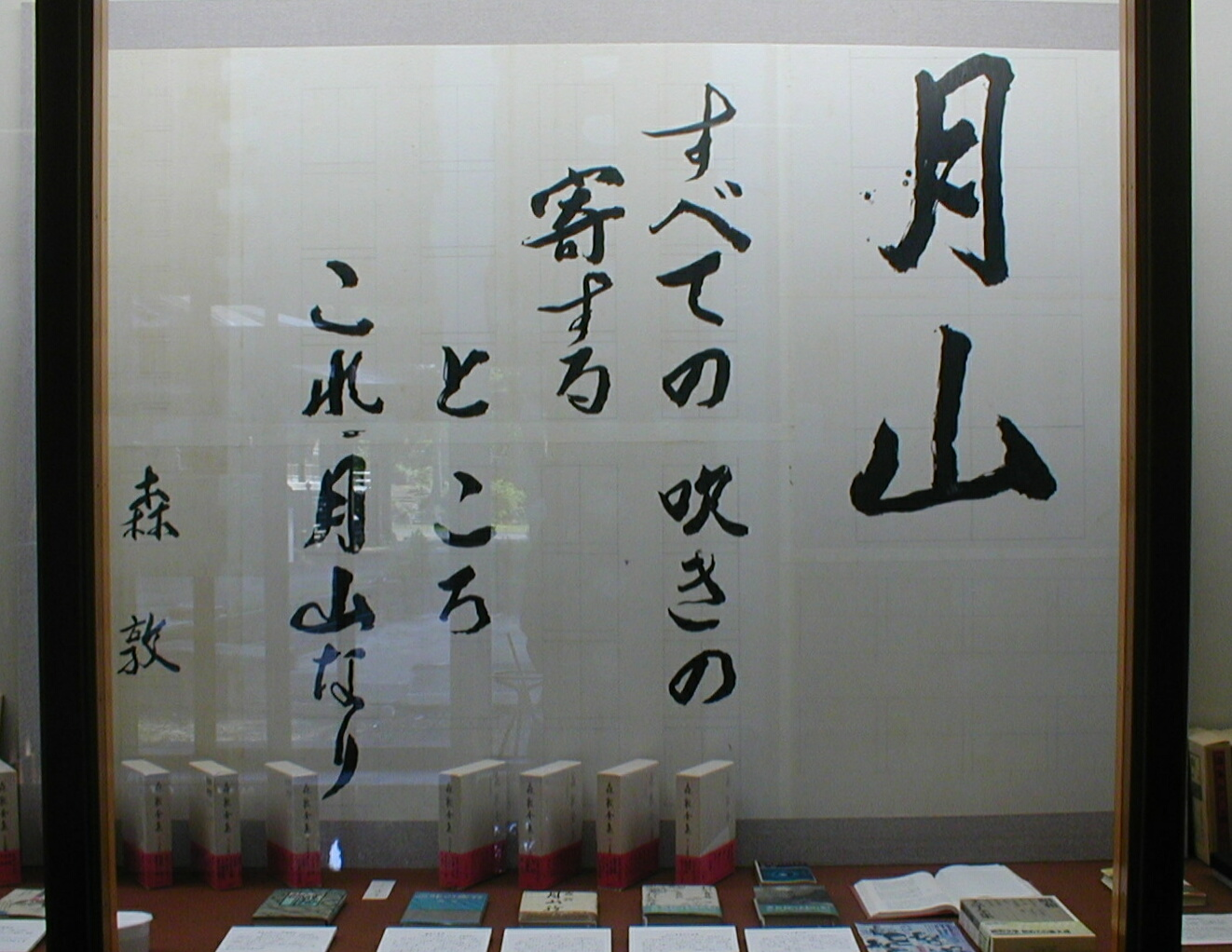
森敦の揮毫による月山文学碑の碑文

月山文学碑と森敦文庫 - 作家森敦（1912－1989）が昭和49年に芥川賞（第70回）を受賞した小説『月山』は、森自身が1951年（昭和26年）に注連寺でほぼ一年に亘って過ごした経験に基づいて描かれている。注連寺の境内にある月山文学碑（1981年(昭和56年)建立）と森敦文庫（1986年(昭和61年)開設）はその功績を後世に伝えるためのもの。注連寺は『月山』はじめ『われ逝くもののごとく（1987年刊、第40回 野間文芸賞受賞）』など森の著書に数多く登場する。なお、森敦文庫は建物の老朽化により取り壊され、文庫内に展示されていた収蔵品の一部は平成24年10月、鶴岡市馬場町にある鶴岡公園(鶴ヶ岡城址公園)内の『大宝館(郷土人物資料館)』に移設された。

## 所在地と交通
- 所在地‐山形県鶴岡市大網字中台92-1
- 交通
  - 車の場合‐庄内空港から45分．JR鶴岡駅から30分．山形自動車道庄内あさひICから15分、月山ICから40分．
  - バスの場合‐JR鶴岡駅から「湯殿山行」に乗車、大網で降車し徒歩20分．

## 寺名について
寺名の「注連」とは、注連縄(しめなわ)のことである。寺伝によると、境内の桜の木：御神木の七五三掛桜に注連縄をかけていたという。注連縄は神道における祭具であり、「神域と現世の境界にある結界」を表す。前述の通り、注連寺は出羽三山の参道口にあり、寺の先には「女人結界」が存在した。女性は、注連寺までしか入れなかったのである。
注連縄の締め方は、中途に7本･5本･3本の縄を通してぶら下げる七五三掛で行われる。このことから、注連縄は別名「七五三縄」とも呼ばれる。出羽三山に注連寺より入る参道が「七五三掛口」と呼ばれたのは、これに由来する。
仏教寺院の寺名に、神道の祭具である注連の名があるのは、注連寺が、かつて神仏習合であった出羽三山の別当寺であったことを示している。